# Шиндра Василь Васильович
Васи́ль Васи́льович Ши́ндра (нар. 6 вересня 1958, Синевир, Міжгірський район, Закарпатська область) — український художник, живописець, майстер художньої різьби, Заслужений художник України (2017 р.), голова громадського об'єднання "Спілка художників «Карпатські кольори».
Навчався в студії образотворчого мистецтва Золтана Баконія. У 1977 р. закінчив Ужгородське училище декоративно-прикладного мистецтва (відділення — художня обробка деревини).
З 1979 року працював художником-оформлювачем творчої категорії в обласному художньо-оформлювальному комбінаті.
З 2008 р — член  творчого об'єднання професійних художників Закарпаття.
У 2007 р. заснував й очолив громадське об'єднання "Спілка художників «Карпатські кольори». З його ініціативи на Міжгірщині проведено понад 30 пленерів з участю майже 80 українських художників. Розробив проект з облаштування популярного скансена «Старе село» в Колочаві, автор художніх ілюстрацій до багатьох виданих книг. Творча спеціалізація — живопис, сакральне мистецтво.
Твори Василя Шиндри знаходяться в музеях та приватних колекціях України та закордоном. Живе і працює в рідному Синевирі.

## Мистецтво
Майстерня місцевого художника Василя Шиндри, що в батьківській оселі обабіч центральної дороги в Синевирі, нагадує творчу лабораторію, в якій панує дух прекрасного. Оглядаючи картини, пересвідчуєшся у талановитості  їхнього автора. Бо що не полотно, то намальовано від серця, з любов'ю до отчого краю, який сам Всевишній нагородив неповторною чарівною красою. Інколи кажуть   так: хто народився у цих мальовничих синьогорах, то вже повинен себе відчути художником.
Мистецьке кредо художника: прагну бачити і знаходити прекрасне в природі.

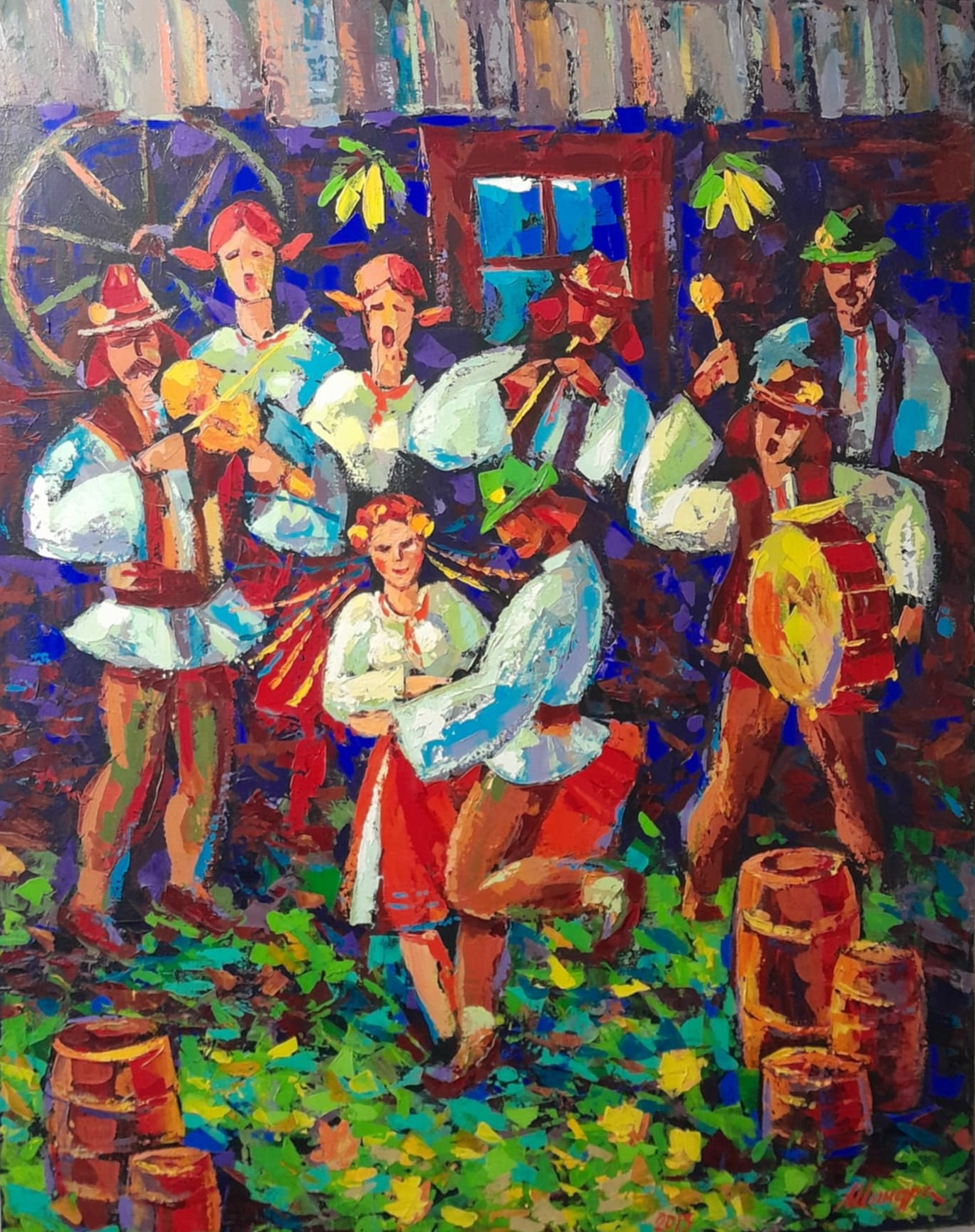
Бойківські забави, 2013

## Виставки
Учасник багатьох районних, обласних, Всеукраїнських і міжнародних колективних виставок. У 2019 році у Львові відбулася персональна публічна мистецька виставка Василя Шиндри «Карпатські візії „Синього Виру“.

## Відзнаки
- Відзнака Закарпатської обласної ради та Закарпатської обласної державної адміністрації „За розвиток Закарпаття“ — 2015 р.
- Заслужений художник України — 2017 р.